# Badiera fuertesii
Badiera fuertesii là một loài thực vật có hoa trong họ Polygalaceae. Loài này được Urb. mô tả khoa học đầu tiên năm 1912.